# Stenorhynchus yangi
Stenorhynchus yangi är en kräftdjursart som beskrevs av Goeke 1989. Stenorhynchus yangi ingår i släktet Stenorhynchus och familjen Inachidae. Inga underarter finns listade i Catalogue of Life.